# Man in the Middle (film)
Man in the Middle is een Brits-Amerikaanse oorlogsfilm uit 1964 onder regie van Guy Hamilton. Destijds werd de film in Nederland en Vlaanderen uitgebracht onder de titel Tussen twee vuren.

## Verhaal
Tijdens de Tweede Wereldoorlog zijn Britse en Amerikaanse troepen samen gestationeerd in een kamp in Brits-Indië. Als de Amerikaanse luitenant Charles Winston tijdens een woedeaanval de Britse sergeant Quinn vermoordt, neemt kolonel Barney Adams zijn verdediging op zich. Na een grondig onderzoek wordt hij ontoerekeningsvatbaar verklaard. Wanneer Adams zelf een paar vragen stelt aan Winston, ontdekt hij de ware toedracht.

## Rolverdeling
| Acteur            | Personage                     |
| ----------------- | ----------------------------- |
| Robert Mitchum    | Kolonel Barney Adams          |
| France Nuyen      | Kate Davray                   |
| Barry Sullivan    | Generaal Kempton              |
| Trevor Howard     | Majoor John Darryl Kensington |
| Keenan Wynn       | Luitenant Charles Winston     |
| Sam Wanamaker     | Majoor Leon Kaufman           |
| Alexander Knox    | Kolonel Burton                |
| Gary Cockrell     | Luitenant Oscar Morse         |
| Robert Nichols    | Luitenant Harvey Bender       |
| Michael Goodliffe | Kolonel Shaw                  |
| Errol John        | Sergeant Jackson              |
| Paul Maxwell      | Majoor Fred Smith             |
| Lionel Murton     | Kapitein Alec Gunther         |
| Russell Napier    | Kolonel J.H. Thompson         |
| Jared Allen       | Kapitein Dwyer                |